# Natale (Botswana)
Natale est une ville du Botswana.